# Hard Promises (film)
Pour le groupe de rock, voir Hard Promises.
Pour plus de détails, voir Fiche technique et Distribution.
Hard Promises est un film américain réalisé par Martin Davidson, sorti en 1991.

## Synopsis
Joey tente de reconquérir le cœur de son ex-femme alors qu'elle va se remarier dans 72 heures.

## Fiche technique
- Titre : Hard Promises
- Réalisation : Martin Davidson
- Scénario : Jule Selbo
- Musique : George S. Clinton
- Photographie : Andrzej Bartkowiak
- Montage : Bonnie Koehler
- Production : Cynthia Chvatal et William Petersen
- Société de production : High Horse Films, Stone Group Pictures et Vision International
- Société de distribution : Columbia Pictures (États-Unis)
- Pays de production :  États-Unis
- Genre : Comédie dramatique et romance
- Durée : 95 minutes
- Dates de sortie : 
  - Canada : 14 septembre 1991 (Festival international du film de Toronto)
  - États-Unis : 31 janvier 1992

## Distribution
- Sissy Spacek : Chris
- William Petersen : Joey
- Brian Kerwin : Walt
- Mare Winningham : Dawn
- Jeff Perry : Pinky
- Olivia Burnette : Beth
- Peter MacNicol : Stuart
- Ann Wedgeworth : la mère de Chris
- Amy Wright : Shelley
- Lois Smith : Mme. Bell
- Dorothy Deavers : Mme. Bentson
- Ed Geldart : M. Bentson
- Niles Williamson : Howard
- Lucy Childs : Edna
- Margaret Bowman : la mère de Walt
- Jerry Haynes : le père de Walt
- Josh Stoppelwerth : le neveu de Walt
- Turk Pipkin : Tucker
- James Hansen Prince : Phillip
- Albert G. Mills : le grand-père
- Gerry Becker : le prêtre
- Larry Brandenburg : Garber
- Brandon Smith : Lyle
- Blue Deckert : Ray
- Joe Berryman : Stan
- Mark Voges : Judd
- Woody Watson : William
- Margaret Wiley : Trudy
- Melodee Bowman : Miss Bowman
- Joey Coomer : Peter Pan
- Schuyler Fisk : Mary

## Accueil
Pour Vincent Canby du New York Times, le personnage de Joey n'est pas attachant contrairement à certains personnages secondaires.